# DragonBall

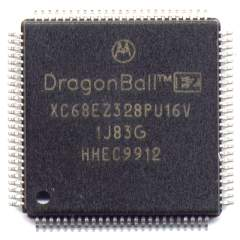
Микропроцессор Motorola DragonBall EZ

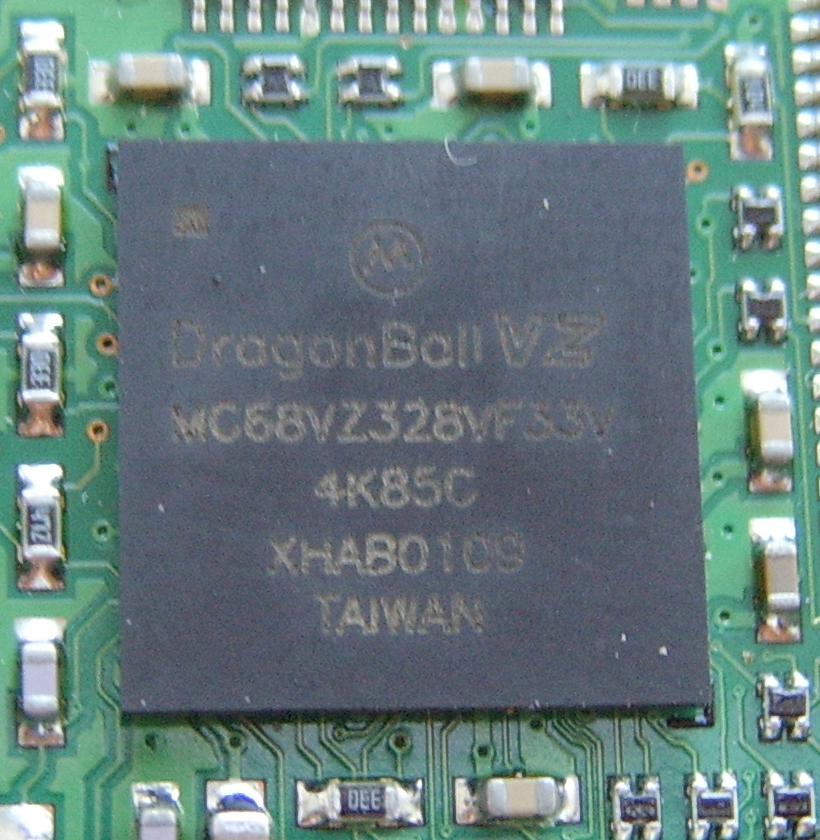
Микропроцессор Motorola DragonBall VZ (Palm m505)

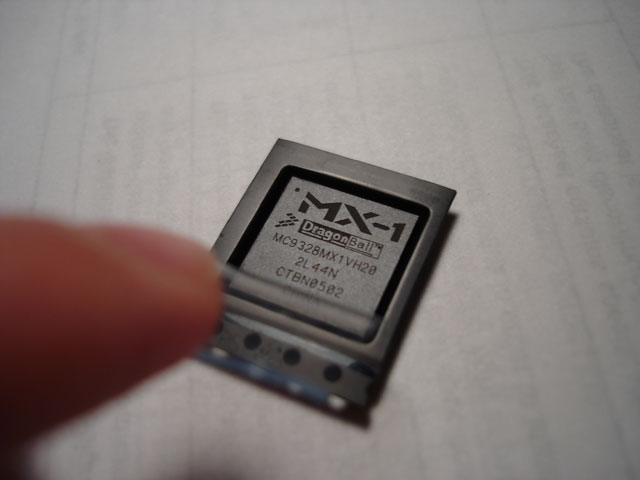
Freescale DragonBall MX-1 (в корпусе BGA)

DragonBall (или MC68328) — микроконтроллер, разработанный Motorola и Freescale Semiconductor, основанный на процессорном ядре серии Motorola 68000, но выполненный в виде многофункциональной микросхемы с низким энергопотреблением для применения в наладонных компьютерах. Был разработан подразделением Motorola в Гонконге в 1995 году.
Наиболее широко дизайн DragonBall использовался в ранних версиях платформы Palm Computing. Начиная с выпуска PalmOS 5, он был заменён на процессоры Intel XScale архитектуры ARM. Процессор также использовался в мобильных текстовых процессорах компании AlphaSmart (англ.), например, Dana и Dana Wireless.
Базовая модель 68328 и модель DragonBall EZ (MC68EZ328) работают на частотах до 16,58 МГц и достигают производительности в 2,7 MIPS. Модель DragonBall VZ (MC68VZ328) работает на частоте 33 МГц и показывает производительность 5,4 MIPS. Модель DragonBall Super VZ (MC68SZ328) работает на частоте 66 МГц и показывает производительность 10,8 MIPS.
DragonBall является 32-битным микроконтроллером с 32-битной внутренней и внешней шиной адреса (у EZ и VZ внешняя шина адреса урезана до 24 бит) и 32-битной шиной данных. Он содержит множество встроенных функций, таких как цветной контроллер дисплея, PC-спикер звук, последовательный интерфейс UART с поддержкой IrDA, загрузчик через UART, часы реального времени, возможность прямой адресации DRAM, Flash ROM, маскирование ROM, встроенная поддержка сенсорных экранов.
Это полнофункциональный однокристальный компьютер. До появления DragonBall EZ наладонные компьютеры Palm содержали в 2 раза большее количество интегральных микросхем.
Наиболее современная серия микроконтроллеров DragonBall MX (позже переименованная в i.MX, а также известная как MC9328MX) предназначена для тех же применений, что и ранние серии DragonBall, но основана на процессорном ядре ARM9 или ARM11 вместо Motorola 68000.